# Trichonephila clavata
Trichonephila clavata  (лат.) — вид пауков из семейства Nephilidae.
Вид встречается по всей Японии, за исключением Хоккайдо, в Корее, Тайване и на востоке Китая. Недавно учёные подтвердили первый случай появления Н. clavata в Северной Америке.
Длина тела самки достигает 17—25 мм, в то время как самец меньше, 7—10 мм. Взрослая самка имеет жёлтые и тёмно-синие полосы на теле и конечностях, с красными полосами на задней части брюха.
Паук зимует в стадии яйца, из которого вылупляется весной. Самка плетёт сеть до одного метра в диаметре, паутина имеет золотистый оттенок и достаточно эффектно сверкает на солнечном свете. Осенью в паутине у самки можно увидеть одного или нескольких, меньших по размеру, самцов. После спаривания самка откладывает мешочек с яйцами, который прячет в трещинах коры деревьев. В мешочке бывает до 1500 яиц. До наступления зимы все взрослые особи погибают.